# 233 Астеропа
233 Астеропа (233 Asterope) — астероїд головного поясу, відкритий 11 травня 1883 року Альфонсом Борреллі у Марселі.